# Liste der Baudenkmale in Raetihi
Die Liste der Baudenkmale in Raetihi umfasst alle vom New Zealand Historic Places Trust (NZHPT) als „Historic Place“ oder „Historic Area“ eingestuften Baudenkmale und Flächendenkmale der neuseeländischen Ortschaft Raetihi. Die Angaben stammen aus dem Register des NZHPT. Die Bezeichnungen der Baudenkmale orientieren sich an diesem Register. In die Liste werden auch bekannte Wahi Tapu (Area), kulturell und religiös bedeutsame Stätten und Gebiete der Māori, aufgenommen. Sie werden jedoch meist nicht publiziert.

| Bild           | Bezeichnung                      | Ort     | Anschrift                                     | Beschreibung                                                | Bauzeit   | Eintrag           | Nummer | Kat. |
| -------------- | -------------------------------- | ------- | --------------------------------------------- | ----------------------------------------------------------- | --------- | ----------------- | ------ | ---- |
| weitere Bilder | Bank of New Zealand (Former)     | Raetihi | 59 Seddon Street und Duncan Street Karte      | Bankfiliale                                                 | 1910/1911 | 11. Dezember 2003 | 0963   | 2    |
| weitere Bilder | Hitching Rail                    | Raetihi | 59 Seddon Street (auf der Straße davor) Karte | Stange zum Anbinden von Pferden vor der Bank of New Zealand | 1911      | 11. Dezember 2003 | 0964   | 2    |
| weitere Bilder | County Council Building (Former) | Raetihi | 102 Seddon Street Karte                       | Verwaltungsgebäude, ehemaliges                              | 1923      | 14. Dezember 1995 | 7280   | 2    |
| weitere Bilder | Theatre Royal                    | Raetihi | 5 Seddon Street Karte                         | Kino                                                        | 1915      | 25. Oktober 1996  | 7347   | 2    |
| BW             | Lodge Waimarino No 175           | Raetihi | 23 Ward Street Karte                          | Freimaurerloge                                              | 1910      | 10. Dezember 2004 | 7578   | 2    |